# 芎林郷

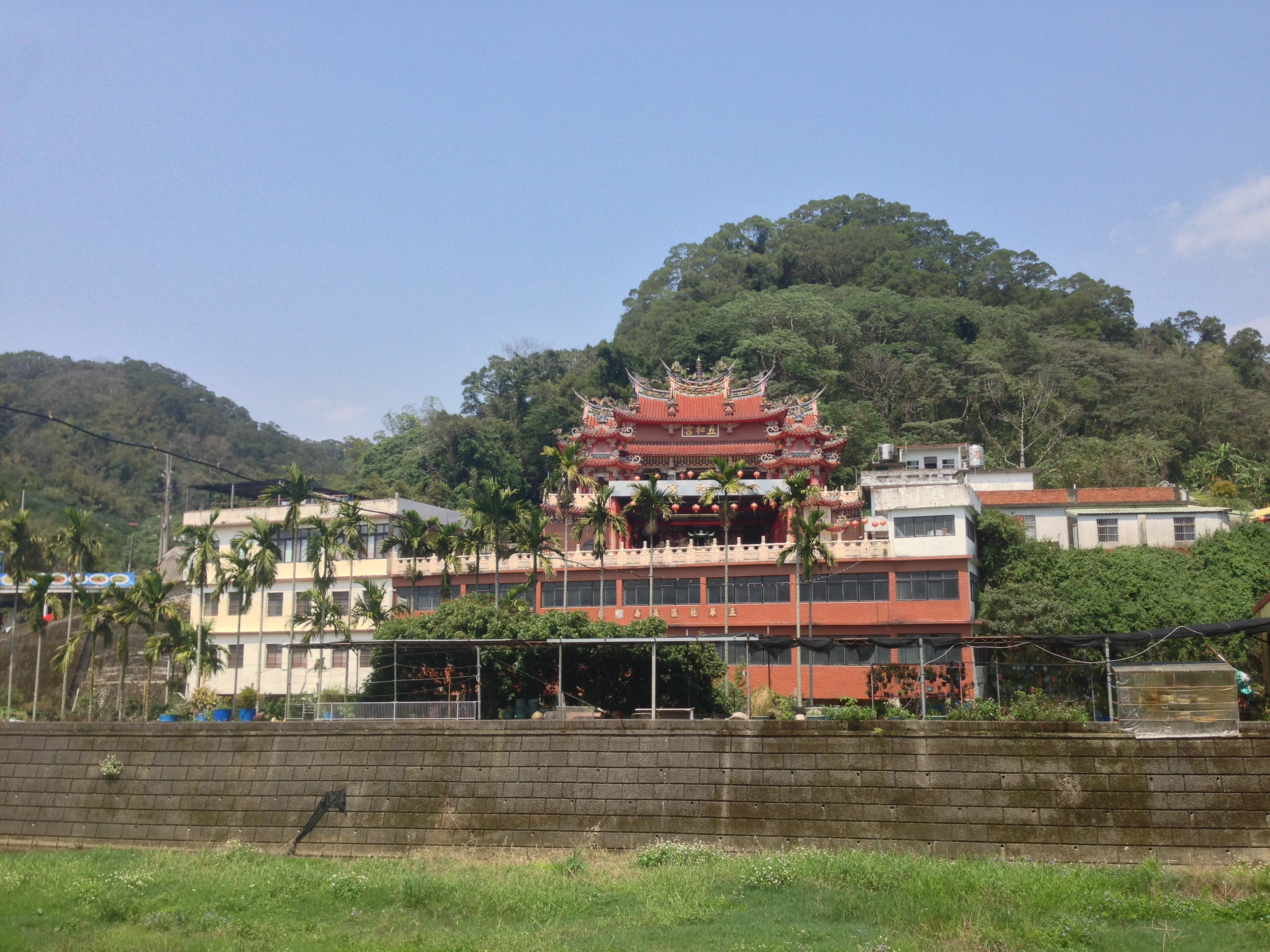
大肚渓を隔てて望む五和宮

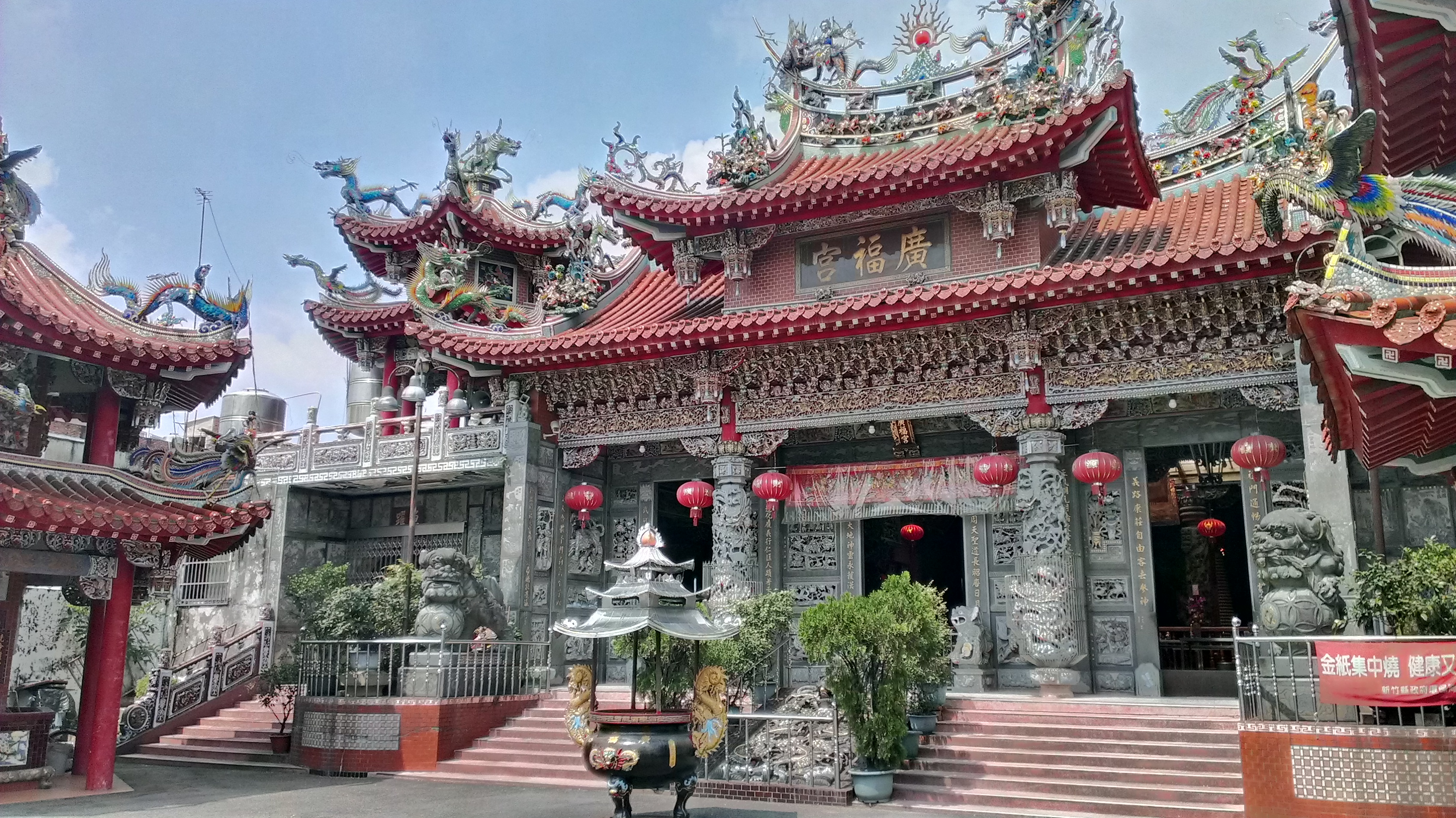
広福宮

芎林郷（チオンリン/きゅうりん-きょう）は、台湾新竹県の郷。

## 歴史
芎林郷は称開発される以前、九芎樹が茂り林を形成していたことから旧名を「九芎林」と称された。1775年、広東人の姜勝智、劉承豪らがこの地に入植したのが漢人による開発の先駆である。1785年前後になるとほかの広東人、福建人が次々と入植し、道光初年には相当の規模の農地が耕作されるに至った。
行政区として新台には新竹県竹塹堡東廂に帰属していたが、日本に依る統治が開始されると台北県新竹支庁竹北一堡、新竹州竹東郡芎林庄と改称された。戦後には初め新竹県竹東区芎林郷とされたが、1950年の地方制度改革で新竹県芎林郷と改称され、現在に至っている。

## 行政区
| 地区   | 村                                                     |
| ------ | ------------------------------------------------------ |
| 外七村 | 芎林村、新鳳村、中坑村、水坑村、文林村、下山村、上山村 |
| 内五村 | 華龍村、五龍村、秀湖村、永興村、石潭村                 |

## 歴代郷長
| 期     | 氏名   | 就任           | 退任           |
| ------ | ------ | -------------- | -------------- |
| 官派   | 劉徳炃 | 1945年10月25日 | 1946年1月20日  |
| 官派   | 林棋業 | 1946年1月20日  | 1948年12月31日 |
| 官派   | 鄭見清 | 1949年1月1日   | 1951年6月30日  |
| 第1期  | 林棋業 | 1951年7月1日   | 1953年6月30日  |
| 第2期  | 林棋業 | 1953年7月1日   | 1956年6月30日  |
| 第3期  | 劉輝清 | 1956年7月1日   | 1959年12月31日 |
| 第4期  | 劉輝清 | 1960年1月1日   | 1964年2月29日  |
| 第5期  | 林棋業 | 1964年3月1日   | 1968年2月29日  |
| 第6期  | 林棋業 | 1968年3月1日   | 1973年3月31日  |
| 第7期  | 劉家固 | 1973年4月1日   | 1977年12月29日 |
| 第8期  | 葉紹欽 | 1977年12月30日 | 1982年2月28日  |
| 第9期  | 葉紹欽 | 1982年3月1日   | 1986年2月28日  |
| 第10期 | 黄隆盛 | 1986年3月1日   | 1990年2月28日  |
| 第11期 | 黄隆盛 | 1990年3月1日   | 1994年2月28日  |
| 第12期 | 鄭安治 | 1994年3月1日   | 1998年2月28日  |
| 第13期 | 林章秀 | 1998年3月1日   | 2002年2月28日  |
| 第14期 | 林政良 | 2002年3月1日   | 2006年2月28日  |
| 第15期 | 林政良 | 2006年3月1日   | 2010年2月28日  |
| 第16期 | 莊雲嬌 | 2010年3月1日   | 2014年12月25日 |
| 第17期 | 莊雲嬌 | 2014年12月25日 | 現職           |

## 教育

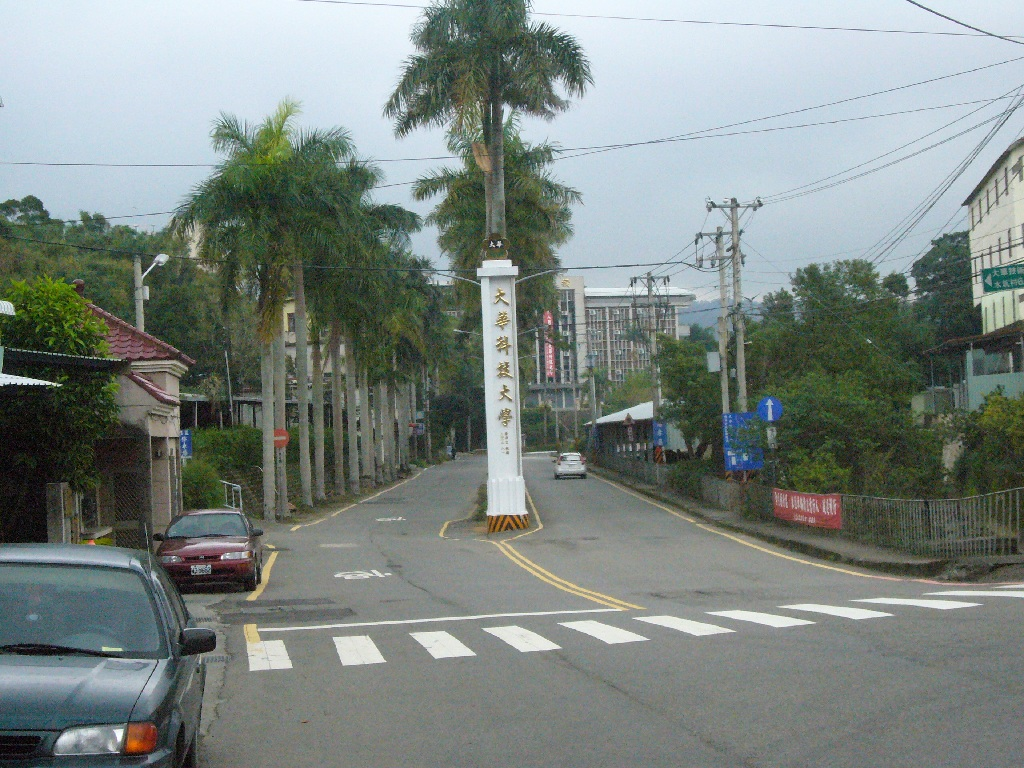
大華科技大学

| 区分 | 数 | 名称         |
| ---- | -- | ------------ |
| 大学 | 1  | 大華技術学院 |
| 高中 | -  | -            |
| 高職 | -  | -            |
| 国中 | -  | -            |
| 国小 | -  | -            |

## 交通
| 種別     | 路線名称           | その他                    |
| -------- | ------------------ | ------------------------- |
| 高速道路 | フォルモサ高速道路 | 竹林IC                    |
| 省道     | 台3線              |                           |
| 省道     | 台68線             | 東西向快速公路 南寮竹東線 |

## 観光

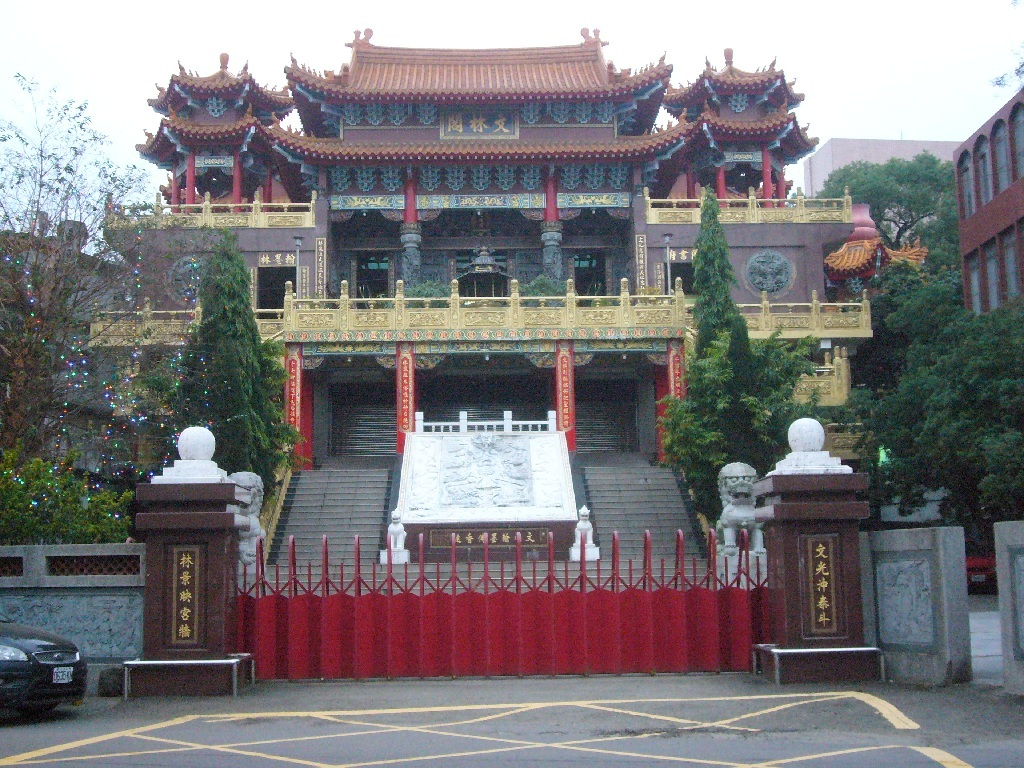
芎林文林閣

- 飛鳳山（中国語版）・觀日亭
- 製紙の村・紙寮窩
- 芎林文林閣（中国語版）
- 芎林呈甘橋